# Asmodäus

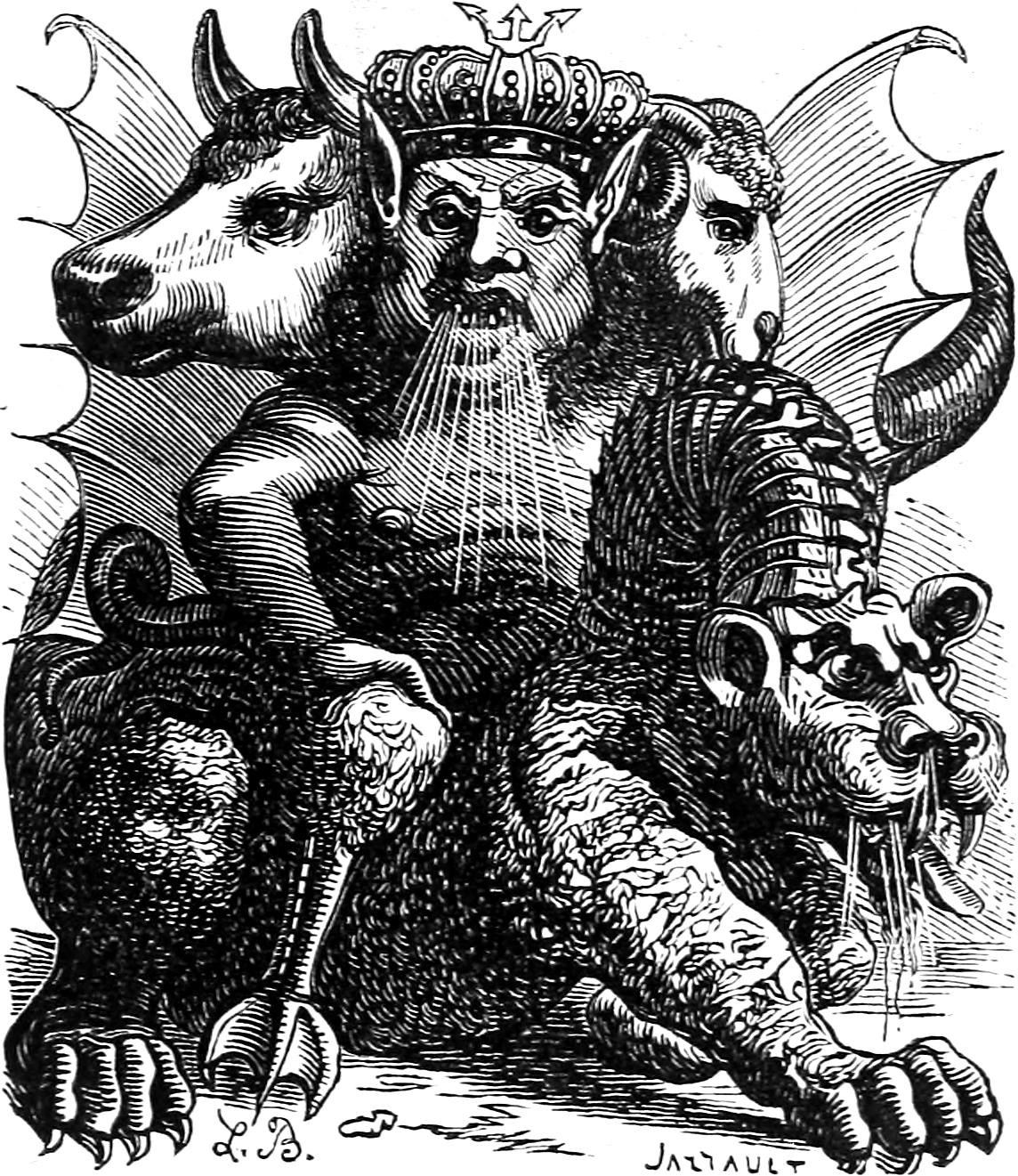
Darstellung des Asmodis in Collin de Plancys Dictionnaire Infernal

Asmodäus, auch Asmodis, griechisch Asmodaios, lateinisch Asmodaeus, hebräisch אַשְמְדּאָי ʾAšmədāy, deutsch ‚Aschmedai‘, ist der Name eines Dämons aus der jüdischen Mythologie. Weitere Schreibweisen sind Asmodeus, Aschmodai, Ashmodai, Asmodi, Asmodai, Asmoday, Asmodee, Asmadeo.

## Etymologie
Als Aeshma-Devi könnte der Name Asmodis aus dem Avestischen, wo Aeshma den Dämon des Zorns, der Habgier und der Wollust verkörpert, entlehnt sein. Die daevas, zu denen Aeshma gehört, sind in der jüngeren Awesta sowie in der zoroastrischen Tradition eine Klasse übernatürlicher Wesen, die das Böse verkörpern. Der zoroastrische Held Saoschjant kann den Dämon töten. In der jüngeren Awesta ist Aeshma mit einem „blutigen Streitkolben“ bewaffnet.
Die volksetymologischen Ableitungen der rabbinischen Formen אשׁמדיי bzw. אשׁמדאי zur hebräischen Wurzel שׁמד (hif. „vernichten, zerstören“) gelten als nicht gesichert.

## Überlieferungen

### Buch Tobit
Asmodaeus wird im deuterokanonischen Buch Tobit erwähnt, wo er wiederholt eine Eheschließung von Sara verhindert. Dort heißt es: „Sie war mit sieben Männern verheiratet gewesen; doch der böse Dämon Aschmodai hatte sie alle getötet, bevor sie mit ihr geschlafen hatten.“ Tob 3,8 . Tobias erhielt von dem Erzengel Raphael den Rat, er solle das Herz und die Leber eines Fisches verbrennen, um den Dämon zu bannen. Der Bann wirkte und Aschmodai wurde nach Ägypten getrieben, wo er von Engeln aufgegriffen und gefesselt wurde.

### Talmud und Midrasch
Außerbiblischen Überlieferungen im Talmud und Midrasch zufolge verharrte er dort solange, bis es König Salomo gelang, mit Hilfe eines Zauberringes, den ihm der Erzengel Michael schenkte, Aschmodai an sich zu binden und ihn seinem Willen zu unterwerfen. Er zwang Aschmodai (bzw. durch ihn dessen Dienstgeister) dieser Geschichte zufolge, den Tempel von Jerusalem zu errichten und ihn später zu bewachen. Aschmodai soll es gelungen sein, diesen Ring an sich zu bringen, den Bann dadurch zu brechen, den Ring im Meer zu versenken und Salomo eine Frau zu stehlen. Der Ring wurde Salomo jedoch von einem Fisch wiedergebracht. Anderen Legenden zufolge seien durch die Laster Aschmodais Sodom und Gomorra sowie sieben weitere Städte zerstört worden, weshalb man ihn bisweilen auch „Bringer des Gerichts“ nenne.

### Aggada
In der Aggada erscheint die literarische Figur des Aschmedai wiederholt als gutmütiger und humorvoller Gefährte, der jedoch ein Begehren für die Frauen Salomos und dessen Mutter Batseba entwickelt. Eine andere Legende erzählt, wie König Salomo Aschmodai durch einen Trick zum Bau am Jerusalemer Tempel verpflichtet. Eine weitere Legende erzählt, wie Ashmodai König Salomo 400 Wegstunden weit weg von der Hauptstadt Jerusalem schleudert, indem er einen Flügel auf die Erde stößt und den anderen in den Himmel streckt. Darauf nimmt er den Thron des Salomo für einige Jahre ein. Nachdem König Salomo zurückkommt, flieht Ashmodai vor seinem Zorn. Eine andere Passage erzählt davon, wie er Lilith heiratet, die seine Königin wird.

### Chasside Aschkenas und Kabbala
Bei den Chasside Aschkenas und auch in bestimmten Richtungen der Kabbala werden Ashmodai auch gute Eigenschaften zugesprochen. Er wird als menschenfreundlich und als für Beschwörungen empfänglich charakterisiert. Das Buch der wahren Praktik […] von Abraham von Worms (auch bekannt als das Buch Abramelin) erwähnt Asmodeus als einen der acht Unterfürsten erster Ordnung, einen der Oberen der bösen Geister.

## Islamische Überlieferungen
In der islamischen Mythologie ist Asmodai unter dem Namen Sahr bekannt, galt er als der Wissendste unter den Dschinn und wurde von Salomon mit Hilfe des Zauberringes versklavt, konnte sich aber später befreien und wurde somit, zusammen mit Iblis, zum Rivalen Salomons und stahl ihm vorübergehend sein Königreich. Um ihn zu bannen, sperrte Salomon ihn in einen Felsen, verschloss diesen mit Eisenketten und stempelte mit seinem wiedererlangten Ring den Namen Gottes auf jenen Felsen, um ihn zu versiegeln, und versenkte dann den Felsen im Meer.

## Neuzeitliche Rezeption
In den Grimoires der frühen Neuzeit und der Renaissance wird Asmodeus in verschiedenen Rollen erwähnt. So ist er der 32. in der Goetia verzeichnete Geist und soll über 72 Legionen dienstbarer Geister herrschen. Der Goetia zufolge erscheint Asmodis mit drei Köpfen: dem eines Bullen, dem eines Menschen und dem eines Widders. Er soll den Schwanz einer Schlange und Schwimmhäute wie Gänse an den Füßen haben. Den Beschwörer könne er Arithmetik, Astronomie, Geometrie und alle Handwerke lehren; er soll wahre und vollständige Antworten auf alle Fragen geben und unbesiegbar machen, zudem Schätze bewachen und auch bei der Schatzsuche helfen.
Im Hexenhammer, der von Heinrich Kramer verfasst wurde, steht geschrieben: „der eigentliche Dämon der Hurerei und der Fürst jeder Unfläterei heißt Asmodeus“.
John Milton erwähnt ihn im vierten Buch des epischen Gedichts Paradise Lost als „Asmodeus“ und im sechsten als „Asmadai“, der von Raphael besiegt wird. Nach Miltons Dichtung erhoben sich die Dämonen zum Kampf, weil ihr „Stolz / Sich streubte weniger zu seyn als Götter; / Bescheidner denken lernten sie im Fliehn, / Zerkerbt von Wunden unterm Panzerhemd“.
Goethe lässt in Faust II, Vers 5378 die Megära sagen:
„Der Mensch ist ungleich, ungleich sind die Stunden./Und niemand hat Erwünschtes fest in Armen,/Der sich nicht nach Erwünschterem törig sehnte,/Vom höchsten Glück, woran er sich gewöhnte;/Die Sonne flieht er, will den Frost erwarmen./Mit diesem allen weiß ich zu gebaren,/Und führe her Asmodi, den Getreuen,/Zu rechter Zeit Unseliges auszustreuen,/Verderbe so das Menschenvolk in Paaren.“ Asmodis wird hier als der besondere Eheteufel zitiert, als der er im Mittelalter aufgefasst wurde.
Nach Collin De Plancy (1863) ist er ein Dämon der Zerstörung, Johann Weyer kennt ihn als Spieler, der dem Luxus und der Lust zugetan ist.
Asmodeus gilt in heutiger Zeit als ein Synonym des Teufels. Der mexikanische Exorzist César Ignacio Truqui LC, behauptete im Frühjahr 2015 in der italienischen Wochenzeitung Tempi, der Dämon „Asmodeo“ sei in letzter Zeit wiederholt aufgetaucht und habe versucht, Angriffe auf die Familie zu führen, auch indem er bestimmte kongeniale Ideologien und Lebensstile wie den Individualismus oder die Ehescheidung verbreite und damit die befallenen Familien schwäche. In einem Fall habe er damit gedroht, ein Mädchen zu töten, das ihren Freund heiraten wollte, um die Hochzeit zu verhindern; das habe sich allerdings als leere Drohung herausgestellt.

## Darstellungen in Kunst und Populärkultur

### Bildende Kunst
Asmodäus wurde auf Statuen zumeist als hinkender Teufel dargestellt.
In der Kirche von Rennes-le-Château (Departement Aude, Südfrankreich) ließ der Abbé Berenger Saunière direkt am Eingang eine Statue des Asmodis anbringen. Diese trägt das Weihwasserbecken.

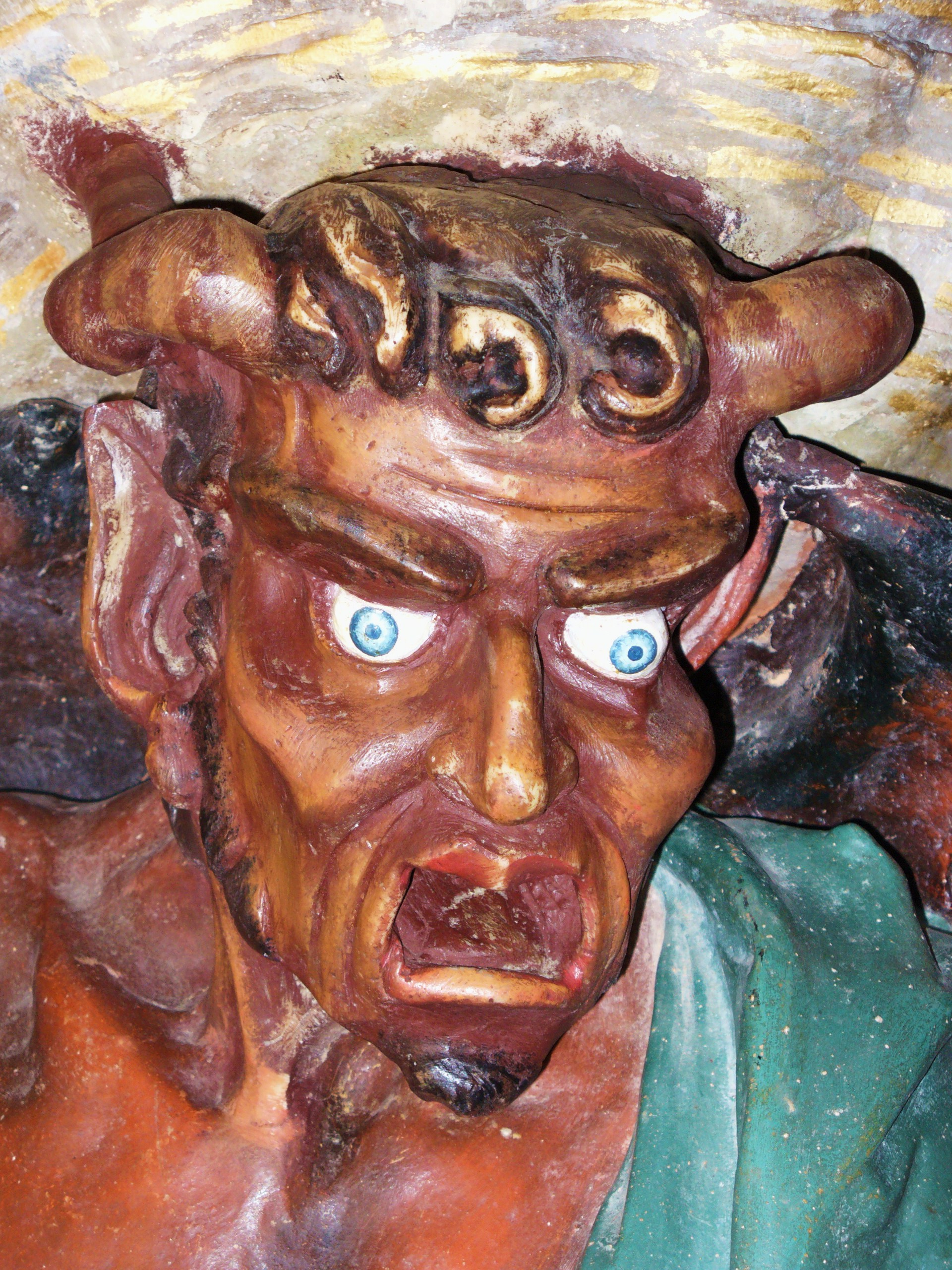
Asmodis mit Weihwasserbecken in der Kirche von Rennes-le-Château

### Musik
In der 1931 uraufgeführten Oper Das Herz von Hans Pfitzner (Libretto: Hans Mahner-Mons) spielt ein Dämon namens Asmodi eine entscheidende Rolle. Durch die Anrufung Asmodis erlangt der Protagonist Dr. Daniel Athanasius für ein Jahr die Fähigkeit, Tote ins Leben zurückzurufen, muss aber dafür dem Dämon das Herz eines Menschen opfern. Asmodi tritt im Laufe der Handlung unter dem Namen „Asmus Modiger“ auch in Menschengestalt auf.

### Hörspiel
In der Hörspielreihe John Sinclair ist Asmodi erst ein Gegner des Detektivs John Sinclair und später dessen Verbündeter.

### Videospiele
In der Vergessene-Reiche-Kampagnenwelt des Fantasy-Rollenspiels Dungeons & Dragons sowie in Diablo 3 taucht er als Bossgegner Azmodan auf, welchen man auch in Heroes of the Storm als spielbaren Charakter wählen kann. In dem Nintendo-Konsolenspiel Terranigma ist Asmodeo ein von Menschen geschaffener Virus, der in einer vergangenen Epoche 90 % der Weltbevölkerung auslöschte. In dem Story-Modus des Videospiels For Honor wird der Spitzname Azmodan für den Gesetzesbringer Holden Cross von seiner Kriegsherrin Apollyon einmalig verwendet.

### Film
In der Serie Shadowhunters ist Asmodeus König von Edom und Vater von Magnus Bane. Ein Dämon in einem Special der Serie Babylon 5 nennt sich so, wird hier jedoch mit Satan gleichgesetzt. In Die Enterprise taucht Asmodi als jüdischer Fürst und Dämon auf, der in die Zukunft sehen kann und als Ankläger gegen die Menschheit dargestellt wird. In der 13. Staffel der US-Serie Supernatural erscheint Asmodeus als vierter und letzter Prinz der Hölle. In dem Horrorfilm Pentagram des Regisseurs Steve Lawson von 2019 beschwören vier Jugendliche, die durch schwarze Magie in einem Pentagramm auf dem Dachboden eines verlassenen Hauses gefangen sind, den Dämon Asmodäus.
In der siebten Folge der amerikanischen Webserie Helluva Boss taucht Asmodeus (Ozzie) als Nachtclubbesitzer und Herrscher über den Höllenring der Wollust auf.
In dem Horrorfilm Paranormal activity: next of kin wird Asmodeus als besitzergreifender Dämon gezeigt. Der Film macht Andeutungen, dass Asmodeus ebenfalls Toby, angelehnt an das Buch Tobit, aus den vorherigen Filmteilen darstellen soll, der dort weitestgehend als unsichtbarer Poltergeist auftritt, bis er sich durch Hilfe eines Hexenrituals manifestieren kann.
Im Horrorfilm The Pope’s Exorcist (dt.: „Der Exorzist des Papstes“), ergreift der Dämon Asmodäus erst die Kontrolle des Jungen Henry Vasquez, in späterer Folge auch den Körper seiner Schwester Amy Vasquez und wird nach einem letzten Exorzismus aus dem Körper des Paters Gabriele Amorth in die Hölle verbannt.

### Sonstige
Im Universum von Warhammer 40.000 ist Asmodai der älteste Absolutionspriester der Dark Angels, einer Legion der Space Marines.